# Schallplattenhülle

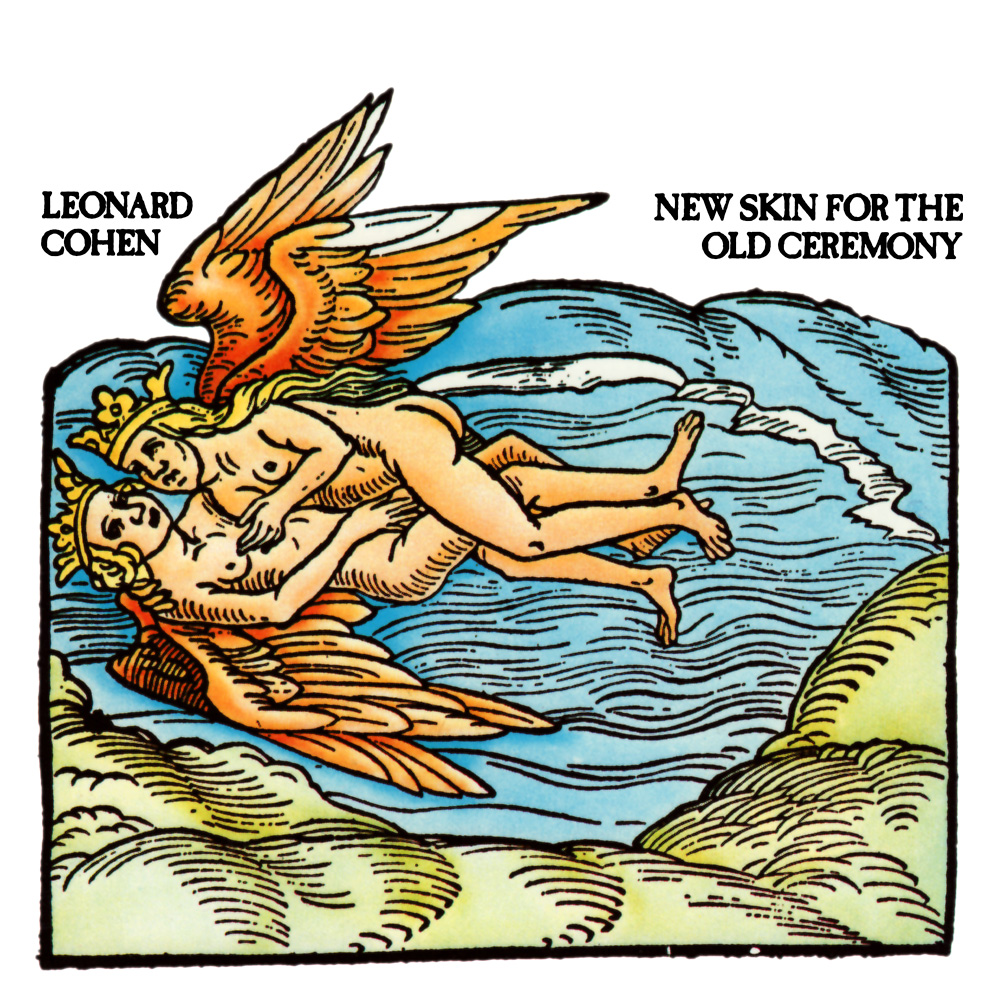
Plattencover des Albums New Skin for the Old Ceremony von Leonard Cohen

Eine Schallplattenhülle (auch Plattencover oder einfach Cover) ist eine bedruckte Papphülle zum Verpacken von Schallplatten. Die Gestaltung der Schallplattenhülle hatte von der Mitte der 1950er bis zum Ende der 1980er Jahre, als Schallplatten das Hauptformat für Musikaufnahmen waren, große Bedeutung für Marketing und Vertrieb der Platten. 
Der englische Ausdruck Cover bezeichnet heute oftmals auch die Titelseiten der Booklets von CDs (siehe auch CD- und DVD-Verpackungen), die wie die Vorderseite einer Schallplattenhülle zur Identifikation des Tonträgers dienen. Ausführungen zu den Aufnahmen, zur musikalischen Besetzung sowie Kommentare zur Musik oder andere Angaben auf der Rückseite (oder bei aufklappbaren Hüllen auch auf den Innenseiten) werden Covertext oder Liner Notes genannt.

## Geschichte
1940 hatte der junge Grafiker Alex Steinweiss, der am Hauptsitz von Columbia Records in Bridgeport (Connecticut) tätig war, die Idee zur individuellen und farbigen Gestaltung der Hülle von Schellackplatten, die sich bislang in uniformen Verpackungen befunden hatten: Seit dem Beginn der industriellen Produktion wurden Platten meist in einfachen Papp- oder Papierhüllen verkauft, die allenfalls mit Werbung für andere Platten des Herstellers bedruckt waren.
Die erste Schellackplatte, für die ein Entwurf von Steinweiss verwendet wurde, war eine Einspielung der Songwriter Richard Rodgers und Lorenz Hart unter dem Titel Smash Song Hits by Rodgers & Hart, veröffentlicht im Februar 1940. Steinweiss fuhr für das Foto zum New Yorker Imperial Theatre an der 45. Straße und überredete den Besitzer, die Leuchttafel eine Stunde so einzustellen, dass sein Team den Schriftzug Rodgers und Hart fotografieren konnte. Durch die künstlerische Gestaltung seiner Platten konnte das Label Columbia deren Verkauf um ein Vielfaches steigern.

## Funktionen
Eine Schallplattenhülle hat mehrere Funktionen:
SchutzSie soll das Produkt vor schädlichen physischen Einflüssen wie Kratzer, Staub oder starker Hitze schützen. Zudem ist auch für den Transport und für die Lagerung eine Hülle notwendig.
Trägermedium für InformationenAuf einer Schallplattenhülle können Informationen zur Musik (Aufnahmedaten, beteiligte Künstler und Techniker, verschiedene Angaben zur Musik selbst, Danksagungen usw.) gegeben werden.
Mittel zur IdentifikationAus der Sicht des Marketings soll die Hülle den Inhalt durch eine ansprechende Aufmachung anpreisen, zumal die Schallplatte selbst für Abbildungen kaum Platz bietet. Außerdem ist dadurch schon auf den ersten Blick erkennbar, um welches Produkt es sich handelt, sodass dieses durch die äußere Gestaltung unverwechselbar wird.
Medium der KunstAus künstlerischer Warte soll die Hülle die Ansprüche und Vorstellungen der Musiker, gegebenenfalls aus geschäftlichen Gründen auch der Verleger visualisieren. Das Cover wurde zu einem wichtigen Teil der Musikkultur, indem es bald mit der Musik als Einheit gesehen wurde. Als Marketinginstrument und Mittel des künstlerischen Ausdrucks wurden besonders auch doppelt gefaltete Schallplattenhüllen wiederholt zu eigenständigen Kunstwerken.

## Formen
Der formalen Gestaltung von Schallplattenhüllen sind hinsichtlich Größe, Gewicht und Material aus praktischen Gründen enge Grenzen gesetzt. Zu unterscheiden ist zwischen einer Hülle für Singles und Langspielplatten. Bei ersteren quadratischen im Format 18,5 cm × 18,5 cm wird unterschieden zwischen dem so genannten Lochcover (die in der Mitte der Hülle angebrachte kreisförmige offene Stelle war in der Größe des Labelaufdrucks und ließ so den Blick auf die Labelbeschriftung zu) und dem so genannten Bildcover, das oft mit Fotos der Interpreten bedruckt war. Das Standardmaß einer LP-Schallplattenhülle beläuft sich auf etwa 31,5 cm × 31,5 cm, das Gewicht einer einfachen Hülle beträgt rund 60 bis 80 Gramm. Während CDs in Jewelcases und in Papphüllen verpackt werden, kamen Schallplatten in Hüllen aus Karton auf den Markt.

### Gatefold-Cover und Boxen
Einfache Alben sind sowohl in nicht klappbaren als auch in so genannten Gatefold-Cover anzutreffen. Diese lassen sich wie ein Buch öffnen. (Ein „gatefold“ ist eigentlich eine ausfaltbare Beilage, zum Beispiel in einer Zeitschrift.) Der Innenteil kann dazu benutzt werden, Beilagen zwischen den Deckeln einzuheften. Bei Doppel- und Dreifachalben dienen die zusätzlichen Klappen zur Unterbringung weiterer Langspielplatten. Zusammengeklappt haben Gatefold-Cover die gleichen Außenmaße wie die Standardcover. In Beschreibungen vor allem antiquarischer Langspielplatten werden diese Hüllen auch als FOC (Fold out Cover) bezeichnet.
Umfangreichere Ausgaben als Dreifachalben kamen in der Regel in einer Kartonbox auf den Markt. Beispiele aus dem Bereich der populären Musik sind dafür etwa die „Boxed“-Sammlung von Mike Oldfield (1976) oder das Live-Album „Chicago at Carnegie Hall“ der Band Chicago (1971), das neben vier Alben auch ein 20-seitiges Beiheft mit Fotos sowie ein großes Poster der Band enthielt. Häufiger fanden sich solche Boxausgaben im Bereich der Klassischen Musik, wo immer wieder Gesamtaufnahmen von Opern oder andere Gesamtausgaben in dieser Form angeboten wurden.

### Innenhüllen

Unterschiedliche Gestaltung von Schallplatteninnenhüllen

Langspielplatten werden nicht direkt in die Papphüllen gesteckt, sondern sind zusätzlich in eine weitere Hülle (engl. (inner) sleeve; im Deutschen auch Inlay) aus weißem Papier, dünnem Karton oder aus einer durchsichtigen Kunststofffolie, oft auch in einer Kombination aus Papier und innenseitiger Folie verpackt. Unbedruckte Papierhüllen besitzen oftmals auf einer oder auf beiden Seiten in der Mitte ein kreisrundes Loch in der Größe des auf der Schallplatte befindlichen Etiketts. 
Lochfreie Hüllen sind sehr häufig bedruckt anzutreffen, wobei sie auch für Werbezwecke verwendet werden, indem auf ihnen ein Ausschnitt aus dem Angebot des jeweiligen Musiklabels zu sehen ist. Hüllen aus Karton sind meistens bedruckt und gestalterisch als Einheit mit dem eigentlichen Plattencover zu sehen. Auf sie werden oft auch, gleich wie auf Papierhüllen, die Liedtexte des Albums gedruckt. Das erste Album, das die Texte der Lieder mitlieferte, war Sgt. Pepper’s Lonely Hearts Club Band von den Beatles aus dem Jahr 1967.

## Bildnerische Gestaltung
Die bildnerische Gestaltung der Plattenhülle kann auf die äußere Form Einfluss nehmen, und der künstlerische Anspruch kann sich mit originellen Ideen zur Vermarktung vermengen. So waren etwa – um aus der Menge des Angebotes schon rein optisch herauszustechen – Hüllen aus geriffeltem Karton (z. B. Aqualung von Jethro Tull (1971)) zu finden. Eine andere Gestaltungsform stellte beispielsweise das Cover des Doppelalbums Babylon by Bus von Bob Marley & The Wailers (1978) dar, das passend zur Abbildung zwei große Löcher in Form einer doppelten Windschutzscheibe eines Busses aufwies. 
Auch konnten zusätzliche Elemente auf der Hülle angebracht werden. Beispiele dafür sind etwa die Plattenhülle der Rolling-Stone-LP Sticky Fingers (1971), auf der eine Hose abgebildet und mit einem tatsächlichen Reißverschluss versehen war, oder das Cover von Led Zeppelin III (1970), das eine Volvelle enthielt. Jethro Tulls Album Thick as a Brick (1972) wurde mit einer Hülle ausgeliefert, die die Form einer zehnseitigen Zeitung hatte. Solch aufwändig gestaltete Cover wurden bei späteren Auflagen der Alben meist durch einfache Hüllen ersetzt und gelten heute als Sammelobjekte.
Eine außergewöhnliche künstlerische Gestaltung hat in der Regel einen großen Wiedererkennungswert und sorgt für hohen, teils lang anhaltenden Bekanntheitsgrad des Albums, so etwa im Falle der LPs Sgt. Pepper’s Lonely Hearts Club Band von den Beatles (1967), Ogdens’ Nut Gone Flake der Small Faces (erstmalige Rundform; Mai 1968), The Dark Side of the Moon von Pink Floyd (1973) oder des von Andy Warhol gestalteten Covers des Debütalbums von Velvet Underground (1967). 
Neben künstlerischer Ambition und optischer Reichhaltigkeit konnte anfänglich auch bewusst eingesetzte Schlichtheit auffallen: So waren beispielsweise sowohl The Beatles (Weißes Album genannt) (1968) als auch Welcome von Santana (1973) ursprünglich nur in Weiß gehalten, und die Titelaufschriften waren jeweils lediglich als erhöhte Prägung ohne farbliche Unterscheidung zu erkennen. Spätere Auflagen setzten die Plattentitel in Farbe.

## Gestaltung als Teil von Corporate Identity
Einige Plattenfirmen nutzten und nutzen die Gestaltung ihrer Hüllen als Bestandteil der Corporate Identity. Das Jazz-Label Blue Note Records etwa ließ die Cover der meisten Platten von dem Grafiker Reid Miles in der gleichen prägnanten Formensprache gestalten. Diese gelten heute als Klassiker des Grafik-Designs. Andere Labels wie zum Beispiel Verve zeigen passende zeitgenössische Malerei (etwa auf Alben von Getz/Gilberto). Im Bereich des (Progressive) Rock nutzten beispielsweise Vertigo Records das Coverdesign, um vielen Veröffentlichungen eine typische Gestaltung zu geben. Häufig wurde hierfür der Künstler Roger Dean beauftragt.
In der Electronica-Szene gelten die Designs der britischen Agentur The Designers Republic für das Label Warp Records oder die Cover der deutschen IDM-Gruppe Funkstörung als wegweisend. Das Erscheinungsbild der Kölner Plattenlabel Profan oder Kompakt wurde maßgeblich durch die minimalistischen Coverdesigns der Grafikerin Bianca Strauch geprägt. Neue Veröffentlichungen werden in der Techno-Szene hin und wieder ohne ein grafisch gestaltetes Cover vorab als Promos getestet. Solche Platten werden als Whitelabel bezeichnet.
Es gibt Covergestaltungen, die ganze Musikrichtungen bestimmen können. So sind zum Beispiel Schrift-Collagen kennzeichnend für einen Großteil von Punk-Covern, nennenswert etwa das Cover-Design der Sex-Pistols-Platten von Jamie Reid. Das Corporate-Identity-Konzept wird aber auch insofern in Anspruch genommen, als die Namen von Künstlern in unverwechselbarer Form gestaltet werden und quasi als Logo fungieren. Beispiele hierfür sind die Bands AC/DC, Chicago, Iron Maiden und Kiss.

## Liner Notes
Der Covertext ist der beschreibende Text zum Inhalt einer Schallplatte, früher häufig mehrspaltig auf die Rückseite der Plattenhülle aufgedruckt. Dabei wurde oft ein dem jeweiligen Künstler nahestehender Musikkritiker beauftragt, Hintergründe und Beschreibungen zu den vorliegenden Aufnahmen zu verfassen. Insbesondere wurden hierbei die instrumentale Begleitung (Sessionmusiker, Sideman), diskografische Hinweise zur Entstehungsgeschichte, Texte der enthaltenen Musikstücke und auch persönliche Informationen über die Interpreten aufgeführt. Bei den heutigen CD-Formaten sind die Liner Notes als Begleitheft (CD-Booklet) beigefügt.

### Jazz
Insbesondere im Jazz existieren häufig sehr ausführliche Begleittexte, die in der Regel von Fachleuten geschrieben werden. Dabei handelt es sich meist um Produzenten, Journalisten oder Autoren. Zu den bekanntesten Verfassern von Liner Notes gehören unter anderem Ira Gitler, Leonard Feather und Orrin Keepnews. Bei anderen Aufnahmen, wie zum Beispiel Miles Davis’ Kind of Blue, stammen die Liner Notes auch von beteiligten Musikern (im vorgenannten Fall Bill Evans). Einige der ersten Linernotes stammen von George Avakian 1939 (Chicago Jazz).
Die Autoren beginnen oft damit über musikalische Zusammenhänge aufzuklären. (Taktanzahl, Tonart und -geschlecht, Rhythmus, Expressivität, Form eines Stückes, oft für jedes einzelne Stück). Das Marketing wird manchmal ironisch genommen und ist häufig nicht von der eigentlichen Jazzbegeisterung des Autors zu unterscheiden.
Im Gegensatz zum Klappentext bei Büchern sind Anmerkungen oder Interviews mit dem Musiker eher selten. Die Qualität der Liner Notes im Jazz wird manchmal im Rock- und Popgenre zum Maßstab genommen. Bei Wiederveröffentlichungen sind meist auch der Erfolg und Einfluss der Originalausgabe Gegenstand der Liner Notes. Seit 1964 wird für Begleittexte der Grammy Award for Best Album Notes verliehen.

### Klassik

Begleittext in vier Sprachen auf dem Cover einer Klassik-Schallplatte

Im Bereich der klassischen Musik sind ausführliche Begleittexte von Fachleuten ebenfalls gang und gäbe. Es finden sich oft detaillierte musikgeschichtliche bzw. musikwissenschaftliche Ausführungen zu den jeweiligen Werken, zum Komponisten und teils auch zu den Interpreten. Je nach Vertriebsgebiet der Schallplatte sind die Texte oft gleichzeitig mit Übersetzungen in andere Sprachen vorhanden.